# Yukarısöğütlü, Köprüköy
Yukarısöğütlü là một xã thuộc huyện Köprüköy, tỉnh Erzurum, Thổ Nhĩ Kỳ. Dân số thời điểm năm 2011 là 48 người.